# Station Hoylake
Hoylake is een spoorwegstation van National Rail in Hoylake, Wirral in Engeland. Het station is eigendom van Network Rail en wordt beheerd door Merseyrail. 